# Into the White
Into the White är en norsk film från 2012, regisserad av Petter Næss. och skriven av Ole Meldgaard och Dave Mango. Filmen utspelar sig i de norska fjällen under andra världskriget och handlar om tre tyska och två brittiska piloter som skjuter ned varandra mitt under en snöstorm i de norska bergen 27 april 1940. För att överleva måste de samarbeta och bo i samma lilla jaktstuga. Filmen är baserad på verkliga händelser. 
Filminspelningen inleddes den 28 mars 2011 i Grotli i Norge, men några scener filmades även i Trollhättan och Brålanda i Sverige. Filmen släpptes i mars 2012.

## Roller (i urval)
- David Kross som Josef Auchtor.
- Stig Henrik Hoff som Karl-Heinz Strunk.
- Florian Lukas som Horst Schopis.
- Rupert Grint som menig Robert Smith, föreställande löjtnant R.S. Bostock.
- Lachlan Nieboer som kapten Charles P. Davenport, föreställande kapten R.T. Partridge.

## Handling
Den 27 april 1940 sköts Luftwaffepiloten Horst Schopis bombplan, en Heinkel He 111, ner nära Grotli i Norge av en brittisk Blackburn Skua, som även den kraschlandade nära det tyska planet. De överlevande tyska och brittiska besättningsmedlemmarna tvingas nu att dela samma jaktstuga för att överleva den hårda, kalla norska vintern. Från att ha varit en kamp på liv och död började en osannolik, livslång vänskap uppstå mellan piloterna.

## Inspiration

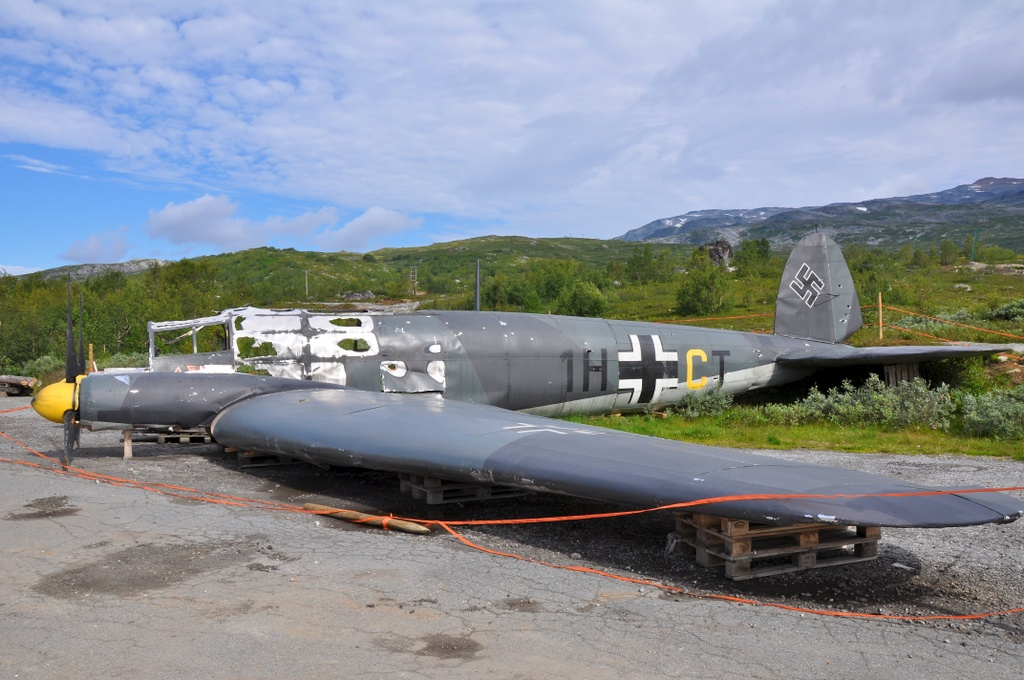
Kopia av det tyska bombflygplanet Heinkel 111 som användes i inspelningen av "Into The White".

År 1974 bärgade man det ursprungliga brittiska flygplanet L2940 i Breidalsvatnet, en sjö nära Grotli i Skjåk kommun i Norge och vraket finns att beskåda på Fleet Air Arm Museum i Yeovilton i Storbritannien. Det tyska Heinkelplanet finns fortfarande kvar orört i snön i bergen vid Grotli på runt 1 000 meter över havet.
Horst Schopis tillbringade sju år som krigsfånge i Kanada. Några dagar efter att de återvänt till England flög Davenport och Smith ut på ett ytterligare uppdrag, denna gång till Trondheim. Än en gång sköts de ned och Davenport tillbringade den resterande tiden av kriget i ett tyskt fångläger. Smith dog i attacken. Strunk är begravd på en kyrkogård tillägnad tyskar i Trondheim. Josef Auchtor tillbringade likt Schopis den resterande delen av kriget i ett brittiskt fångläger i Kanada. År 1977 fick Horst Schopis ett samtal från Davenport i sitt hem i München. Därefter besökte de varandra i München och London. 
År 1974 och 2004 besökte Horst Schopis Grotli, men dog 2011 vid en ålder av 99 år, endast ett år innan filmen hade premiär.

## Mottagande
Filmen hade en begränsad visning på bio och finns tillgänglig på Netflix. Filmen har fått 50% i betyg på internetsidan Rotten Tomatoes. I 20 december 2013 hade filmen fått betyget 7.2 av 10 möjliga på IMDB.
Filmen släpptes på Blu-ray och DVD den 28 augusti 2012 i Norge.